# Брідок (Харківський район)
Брідо́к —  село в Україні, у Нововодолазькій селищній громаді Харківського району Харківської області. Населення становить 4 осіб. До 2020 орган місцевого самоврядування — Знам'янська сільська рада.

## Географія
Село Брідок знаходиться на лівому березі річки Мжа, вище за течією на відстані 3 км розташоване село Піски, нижче за течією на відстані 2 км розташоване село Федорівка, на протилежному березі - село Круглянка. Село оточене лісовим масивом (дуб). Через село проходить автомобільна дорога Т 1901.

## Історія
12 червня 2020 року, розпорядженням Кабінету Міністрів України № 725-р «Про визначення адміністративних центрів та затвердження територій територіальних громад Харківської області», увійшло до складу Нововодолазької селищної громади.
19 липня 2020 року, в результаті адміністративно-територіальної реформи та ліквідації Нововодолазького району, село увійшло до складу новоутвореного Харківського району.

## Економіка
- Фермерське господарство «АНТАРЕС».